# 韦尔希韦勒
韦尔希韦勒是德国莱茵兰-普法尔茨州的一个市镇。总面积3.48平方公里，总人口203人，其中男性111人，女性92人（2011年12月31日），人口密度58人/平方公里。